# Vysoký Újezd (Benešovi járás)
Vysoký Újezd község (obec) Csehországban, Benešovi járásban. Vysoký Újezd Netvořice, Rabyně és Krňany településekkel határos. Lakosainak száma 189 fő (2024. január 1.).

## Népesség
A település lakosságának változását az alábbi diagram mutatja:
| Lakosok száma | 341  | 396  | 371  | 238  | 204  | 171  | 195  | 196  | 190  | 189  |
|               | 1869 | 1890 | 1921 | 1950 | 1980 | 2001 | 2017 | 2019 | 2022 | 2024 |